# 米子站
米子站（日语：／ Yonago eki */?）是位於日本鳥取縣米子市彌生町，屬於西日本旅客鐵道的鐵路車站，也是米子市內的主要車站；西日本旅客鐵道的米子支社亦設於本站內。
本站除了是山陰本線上的車站，同時也是境線的起點站，所有經過此站的特別急行列車都會在此停靠；由於境線上的每個車站都以鬼太郎中的妖怪取了一個別名，米子站也得到了鼠男站的別名。而伯備線雖然不是以本站為起點，但是運行於伯備線上的列車全都是會沿著山陰本線繼續駛入米子車站。
米子站為設有站長的直營站，同時也是負責管理山陰本線上中山口車站至東山公園車站之間各車站及伯備線上上石見車站至岸本車站之間各站的管理站。
米子站過去也曾是日本貨物鐵道（JR貨物）的貨物站，但在2015年後已無貨物列車駛入本站，因此已廢除了貨物站的設置。

## 歷史
1902年，山陰地方的第一條鐵路，位於境港車站至御來屋車站之間的官設鐵道通車，米子車站同時啟用；此後此條鐵路不斷向東延伸，於1908年通至鳥取並連入日本的鐵路網，同時也自米子車站往西延伸至安來車站的鐵路，並規劃繼續延伸至松江市，因而往境港車站方向的路段成為支線，主線部分在1909年定名為山陰本線，支線則定名為境線。
1925年皆生溫泉的業者為了發展當地溫泉事業，設立了米子電車軌道並開設自米子車站通往當地的路面電車，但隨後由於經濟不景氣，未能為溫泉區帶來預期的收益，在1930年代即停止營運。
1987年國鐵分割民營化後，米子車站隸屬西日本旅客鐵道，而貨物站的部分屬於日本貨物鐵道。
2005年配合境線使用鬼太郎為沿線每個車站命名，開始使用「鼠男車站」的通稱。

## 車站構造
米子車站的月台為3面6線的地面島式月台，站舍位於鐵路的西側，站內設有綠色窗口，現在也是鳥取縣內唯一設有自動檢票機的車站。
1號月台即位於站舍旁，境線專用的0號月台則位於1號月台北側的缺角區域，2號、3號的月台及4號、5號的月台則經由跨線天橋相連。
過去在1號月台與2號月台之間曾設有無月台的中線，作為機走線，或是供貨物列車的待避、前往後藤綜合車輛所列車的待避發車使用。

### 月台配置
| 月台      | 路線     | 方向 | 目的地               | 備註                     |
| --------- | -------- | ---- | -------------------- | ------------------------ |
| 0（靈）   | 境線     | -    | 境港方向             |                          |
| 1         | 山陰本線 | 上行 | 倉吉、鳥取方向       | 包括所有的特急           |
| 1         | 伯備線   | -    | 新見、倉敷、岡山方向 | 包括所有的特急           |
| 2、3 4、5 | 山陰本線 | 下行 | 松江、出雲市方向     | 特急主要停靠於2號月台    |
| 2、3 4、5 | 山陰本線 | 上行 | 倉吉、鳥取方向       | 快速列車、普通列車       |
| 2、3 4、5 | 伯備線   | -    | 新見、倉敷、岡山方向 | 普通列車                 |
| 2、3 4、5 | 境線     | -    | 境港方向             | 自山陰本線駛入的直通列車 |

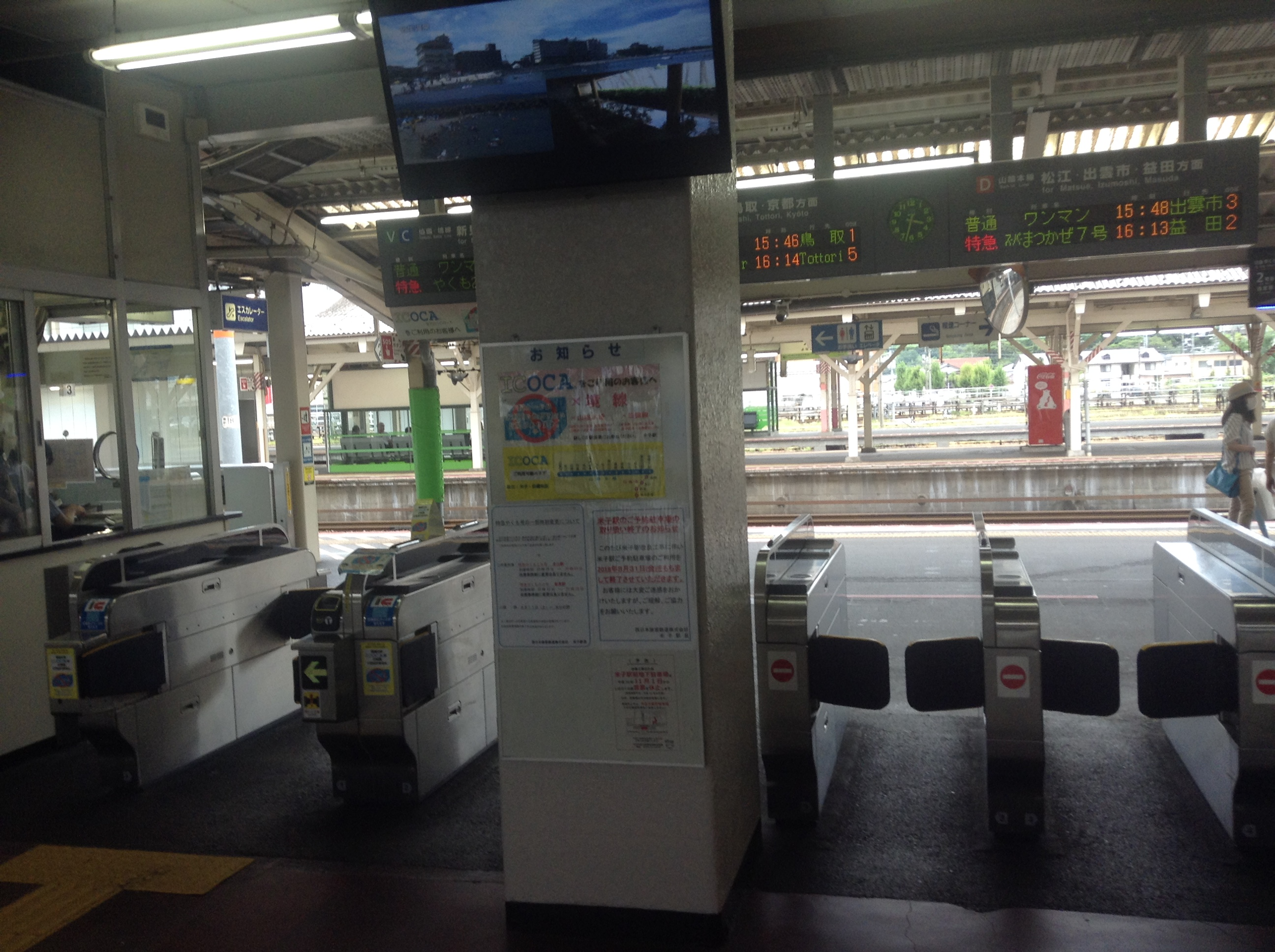
檢票口
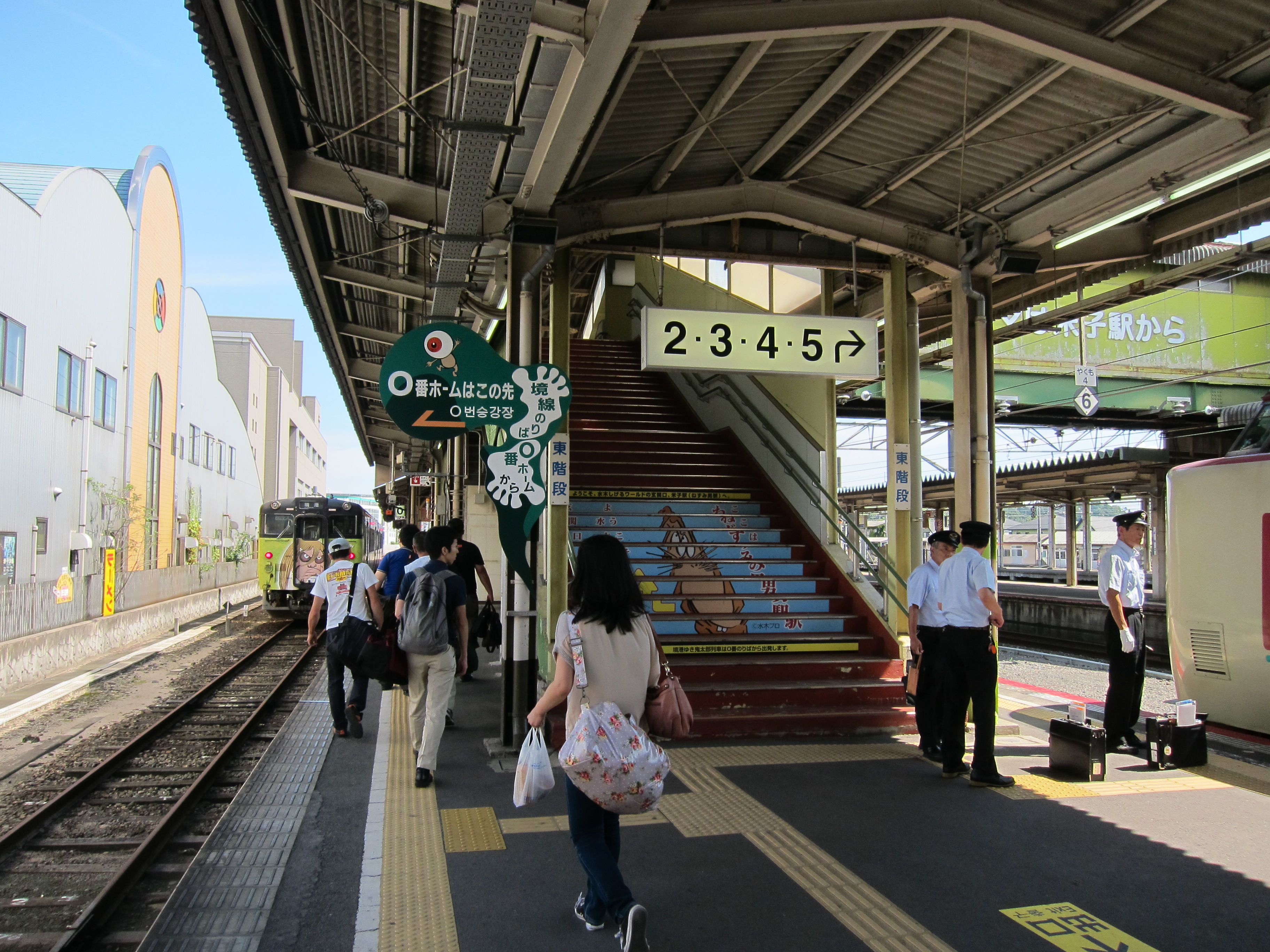
0號月台
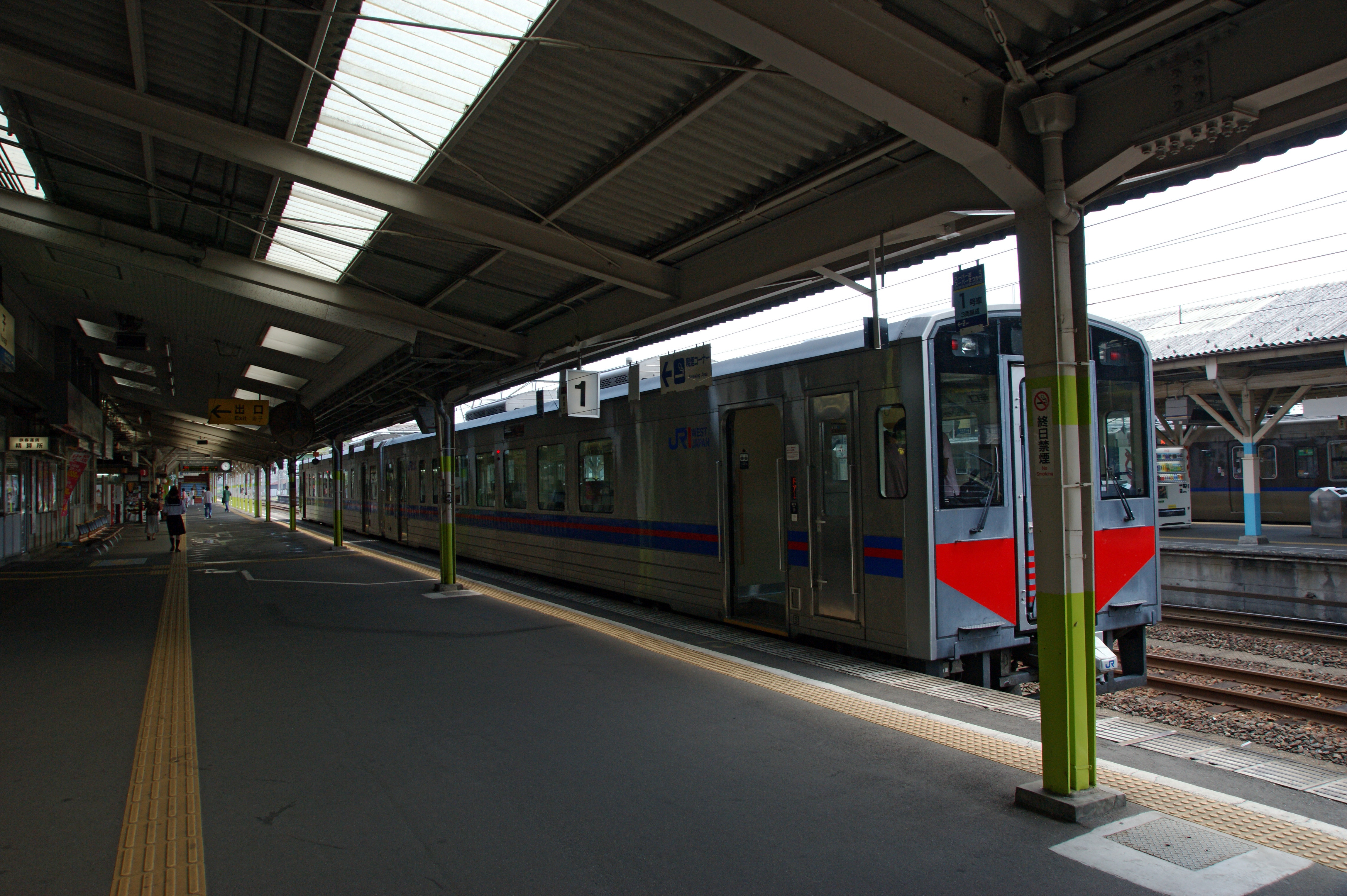
停靠於1號月台的列車
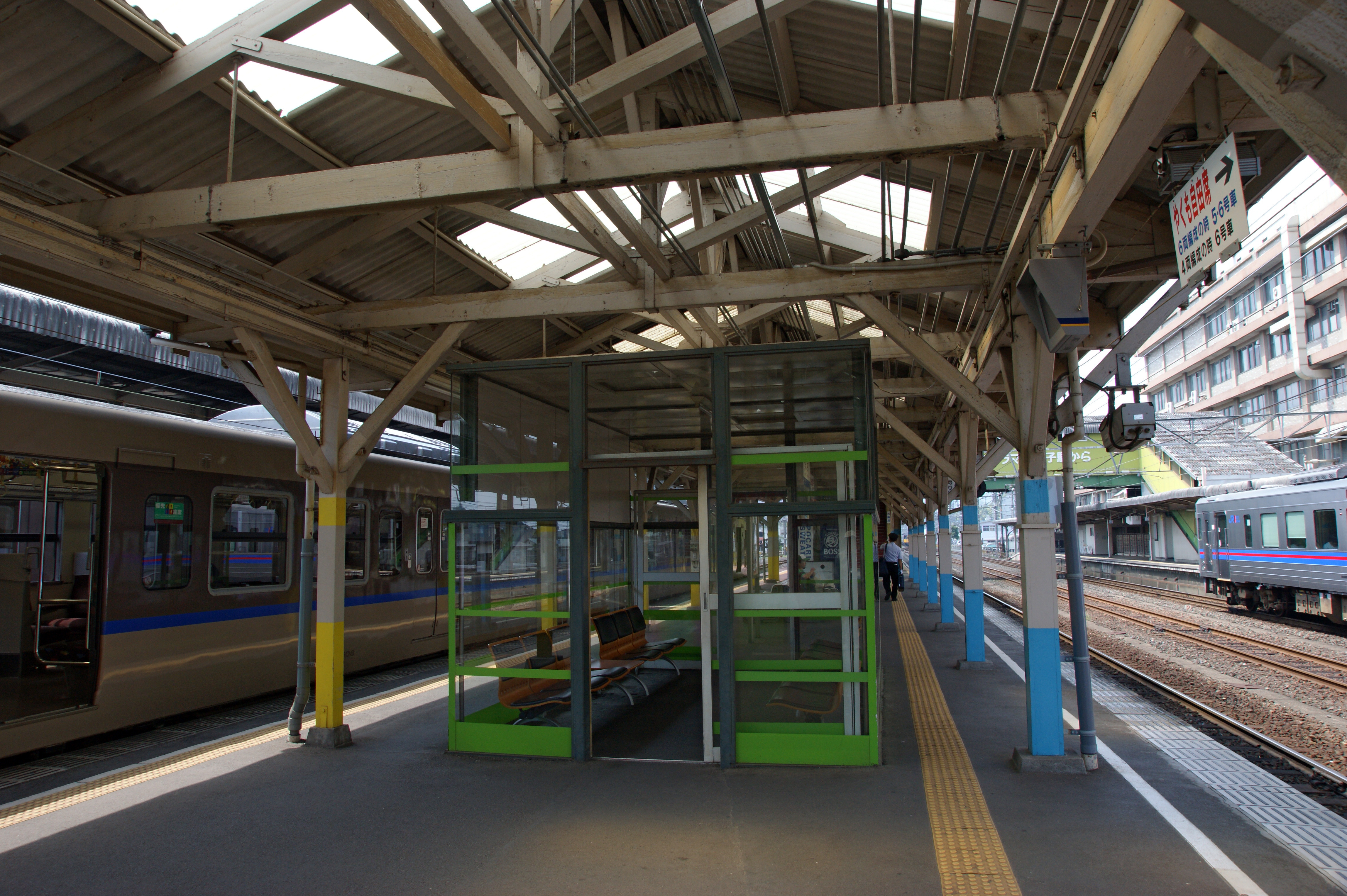
右側為2號月台，左側為3號月台
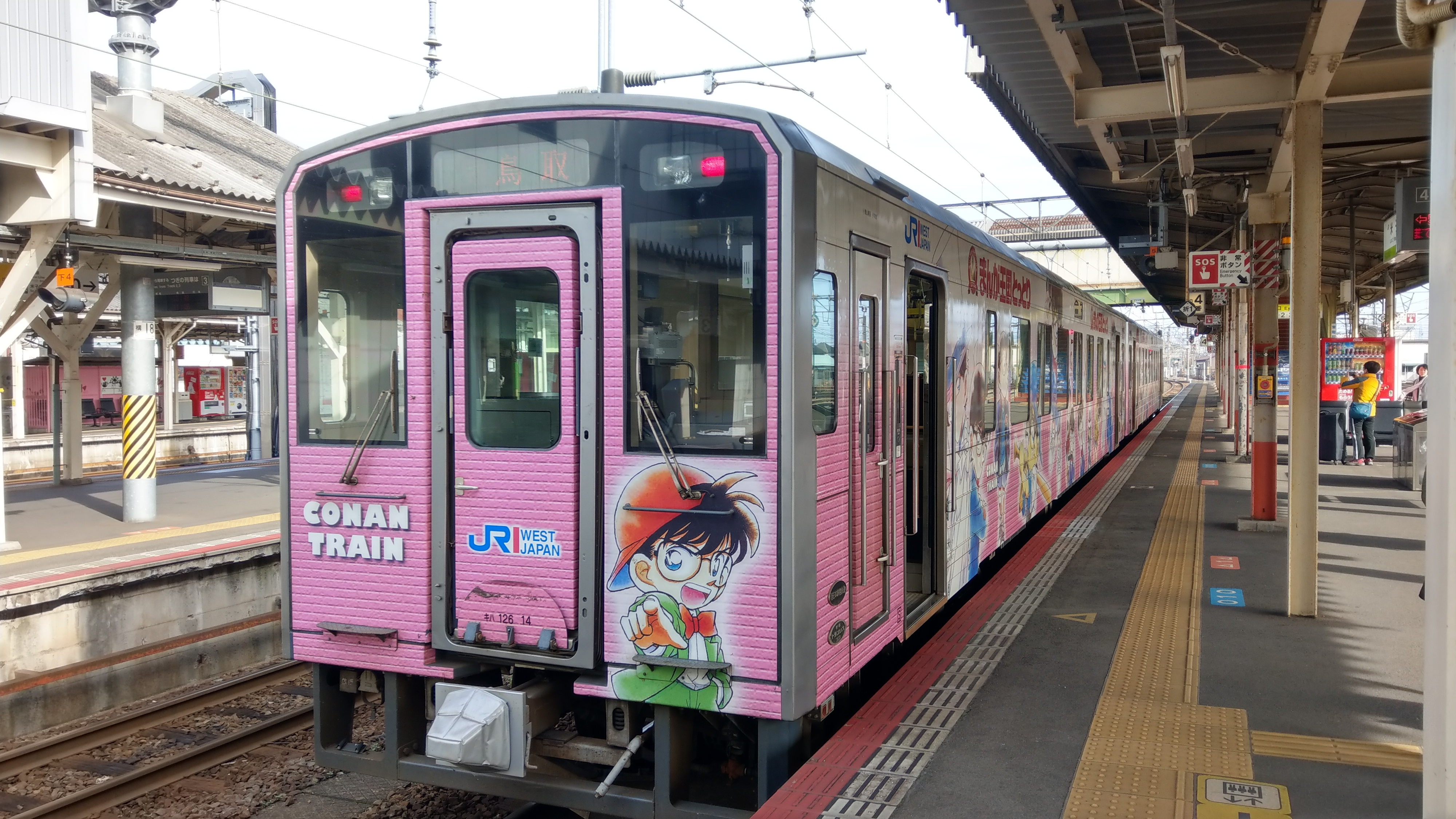
停靠於4號月台的鳥取快車

### 鼠男站靈號月台

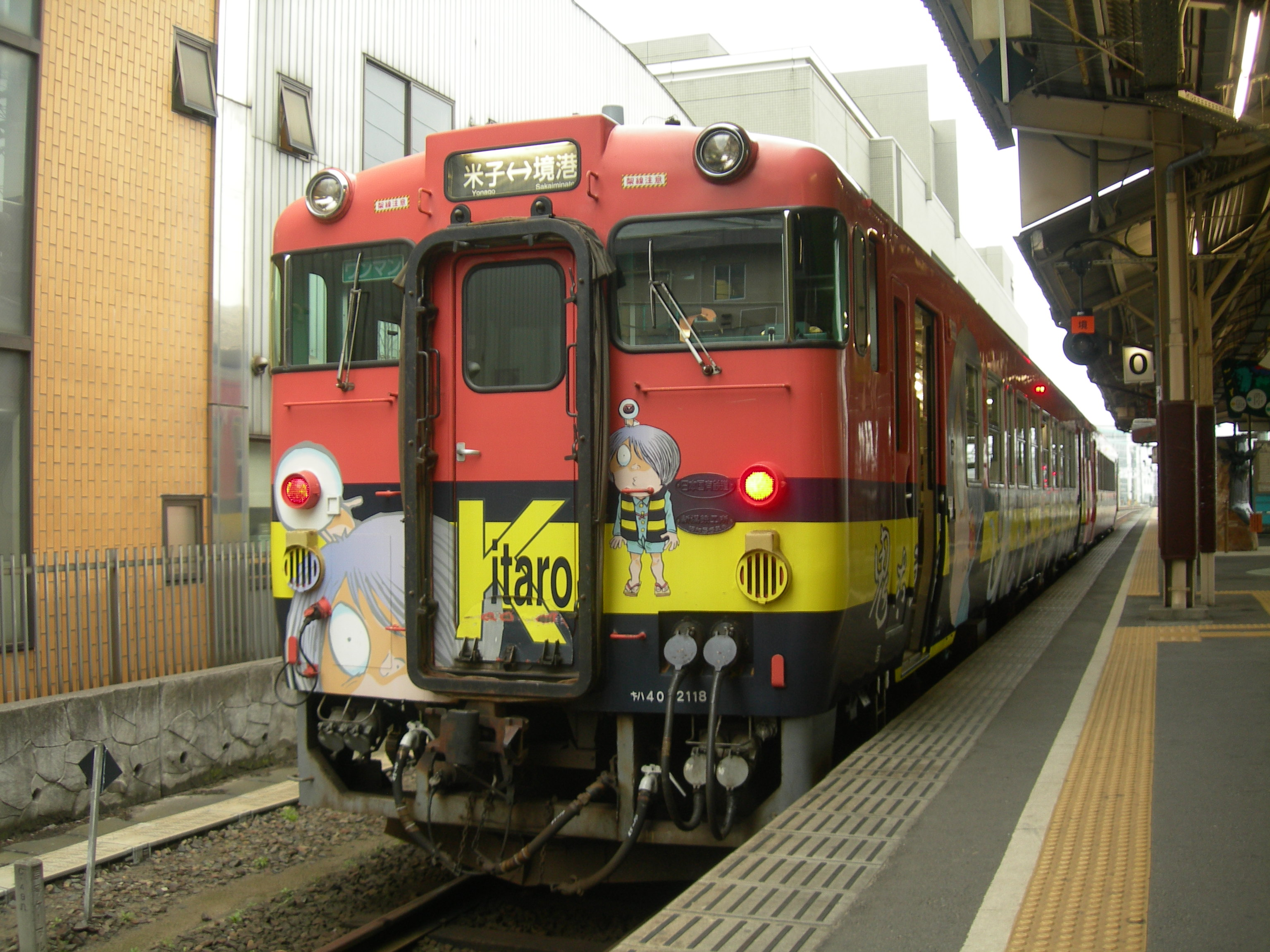
停靠於0號月台的鬼太郎列車

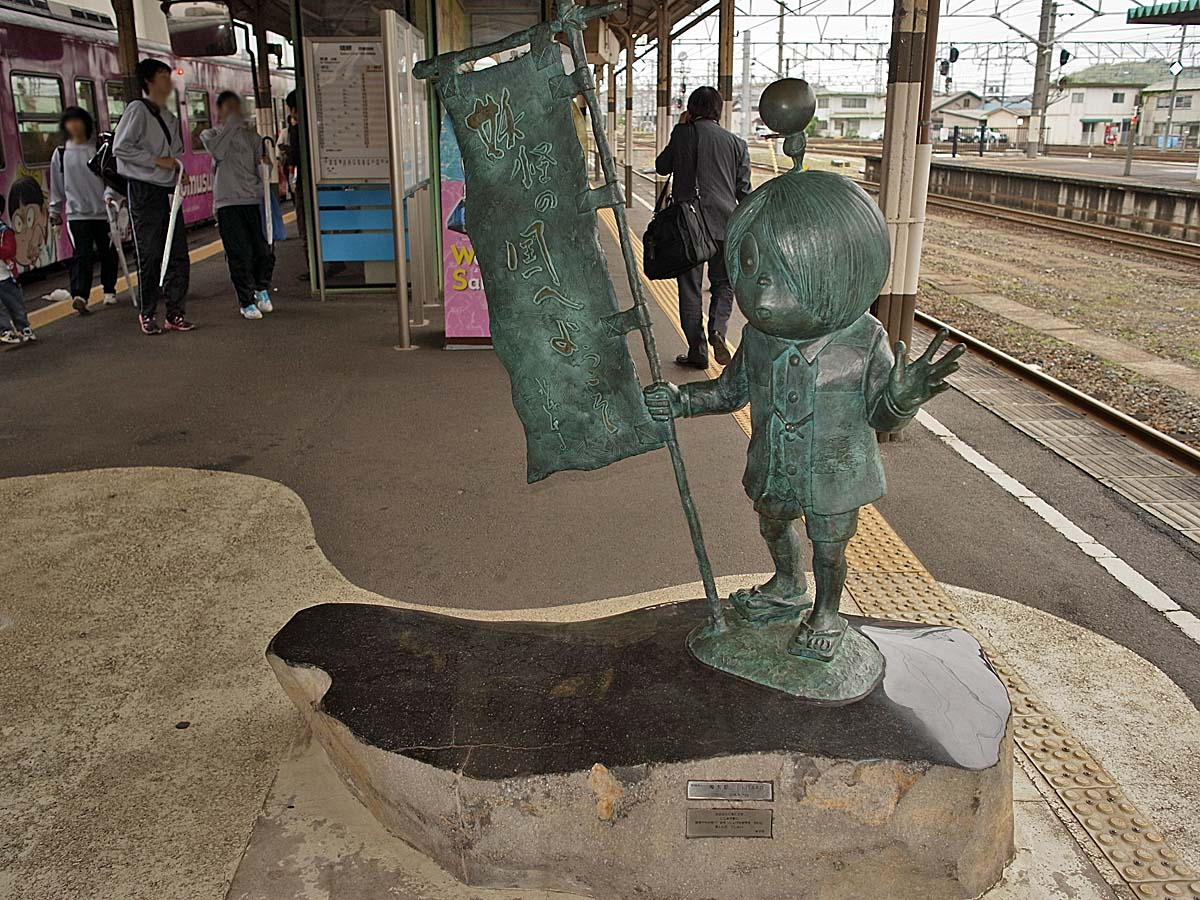
位於靈號月台旁的鬼太郎像

由於境線的終點境港市是漫畫《鬼太郎》的作者水木茂的出身地，因此在境線在有畫上鬼太郎插圖的「鬼太郎列車」行駛於米子站至境港站之間；由於米子站發往境線的列車停靠於0號月台，因此0號月台又稱為靈號月台。
2015年起月台上設立了鬼太郎中人物「鼠男」的青銅像。

### 車站内主要設施
- 西日本旅客鐵道米子支社
  - 米子運轉所（日语：米子運転所）
  - 米子車掌區（日语：米子車掌区）
  - 後藤綜合車輛所（日语：後藤総合車両所）運用檢修中心
  - 綠色窗口（設有綠色售票機（日语：みどりの券売機））
- 米子市國際觀光案內所

### 車站外主要設施

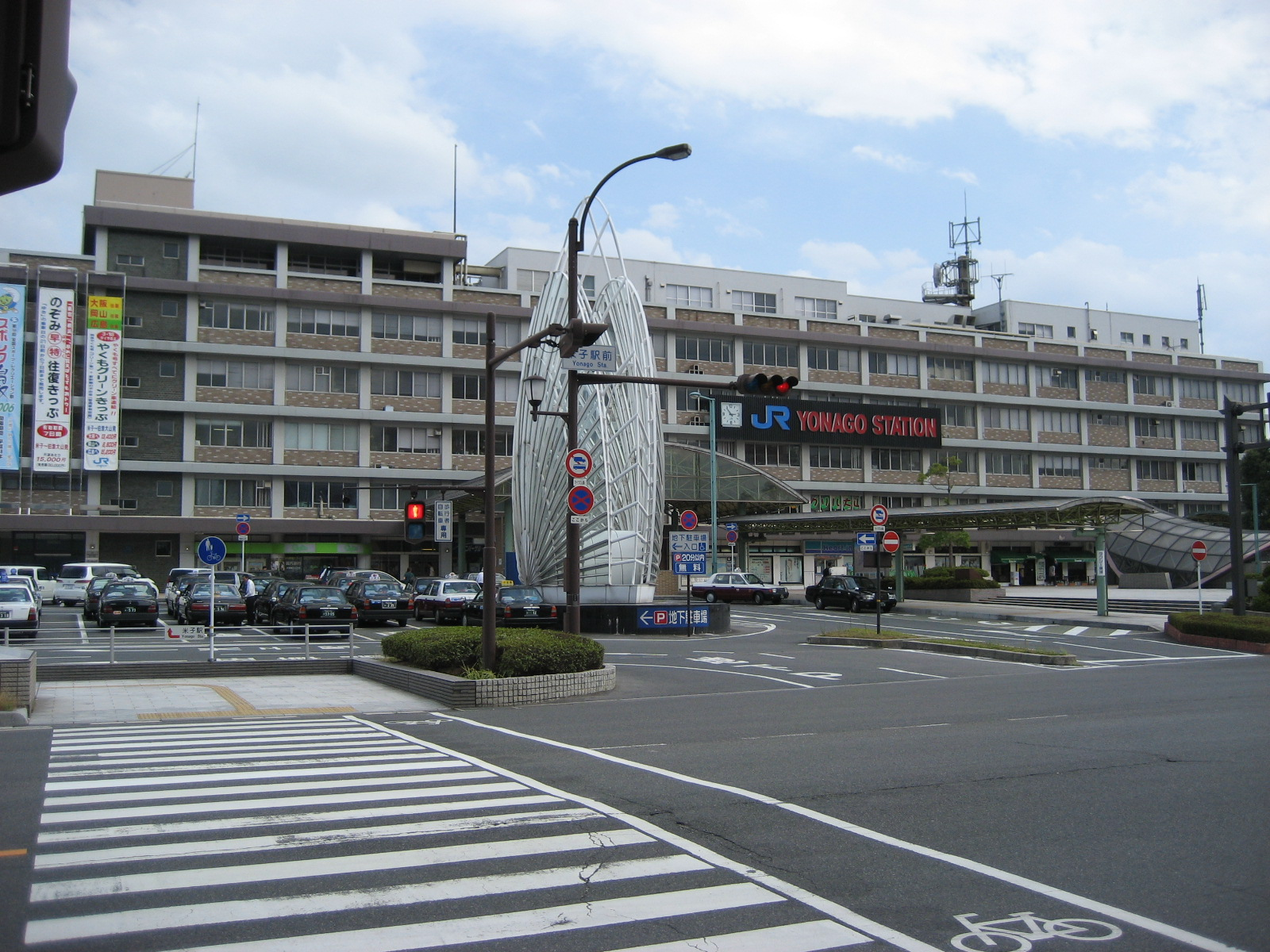
站前廣場

- 日本旅行（日语：日本旅行）米子支店
- 伴手禮樂市
- 鳥取縣警察本部（日语：鳥取県警察）鐵道警察隊（日语：鉄道警察隊）本隊、米子分駐隊
- 西日本米子維護（日语：JR西日本米子メンテック）

## 貨物站
過去米子車站屬於JR貨物的貨物站位於米子車站站舍的西南方約一公里處，該處又稱為米子調車場；在2015年每天與位於岡山縣的西岡山車站之間有兩班定期的貨物列車往返。
2015年，在米子車站以東的伯耆大山車站完成了貨櫃的月台，取代了米子車站貨運站功能，每天自岡山發出的定期貨物列車也改駛伯耆大山車站，同時廢除了米子車站的貨物站功能。

## 車站周邊

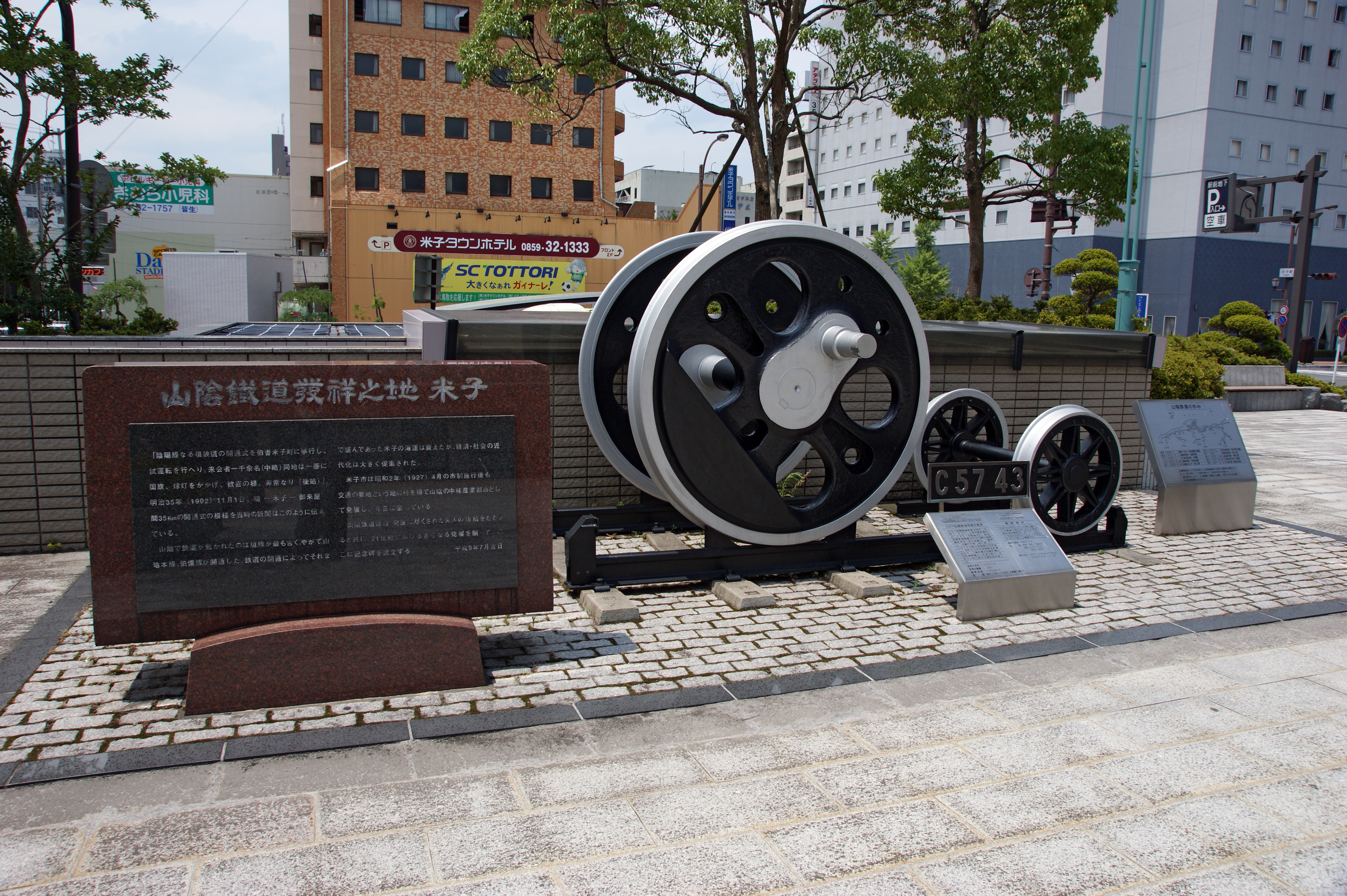
山陰鐵道發祥地紀念碑

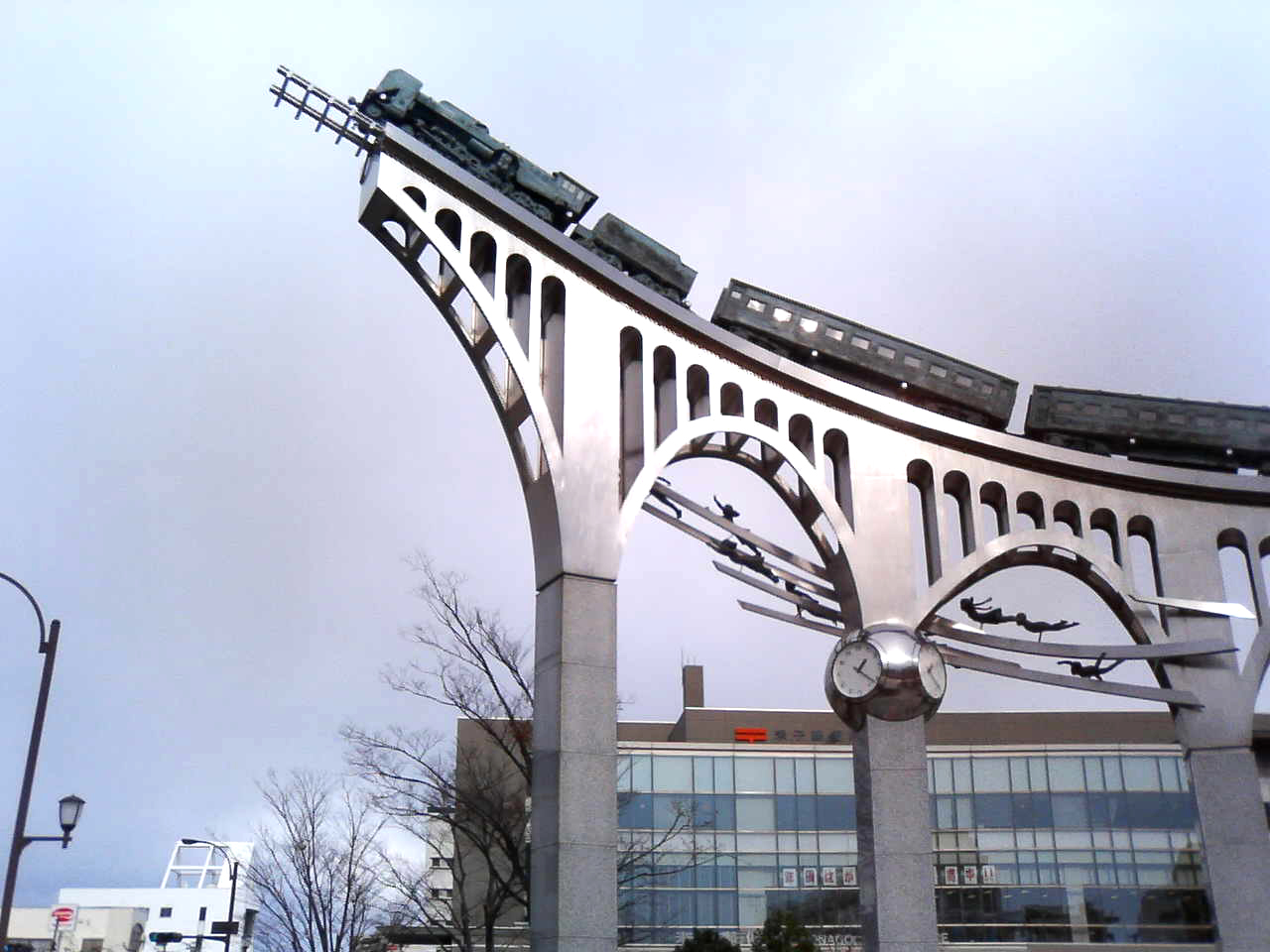
段段廣場上的紀念碑

車站東側的「段段廣場」上有山陰最初的鐵道路線記念碑。
- 日本交通（日语：日本交通 (鳥取県)）米子車站前巴士站
- 米子市政府
- 米子市美術館（日语：米子市美術館）
- 米子市立圖書館
- 山陰歴史館（日语：山陰歴史館）
- 米子展覽館（日语：米子コンベンションセンター）
- 米子市文化廳
- 湊山公園
  - 湊山球場（日语：米子市営湊山球場）
  - 湊山庭球場
  - 米子市兒童文化中心
- 鳥取大學米子校區
  - 鳥取大學醫學部附屬醫院（日语：鳥取大学医学部附属病院）
- 永旺米子站前店（日语：イオン米子駅前店）
- 中國電力鳥取支社米子営業所
- 米子全日空酒店
- 米子華盛頓廣場飯店（日语：ワシントンホテル (愛知県の企業)）
- HOTEL HARVEST in 米子
- 東橫INN米子站前
- 超級酒店（日语：スーパーホテル）米子站前
- 米子郵局（日语：米子郵便局）
- 鳥取銀行米子支店
- 山陰合同銀行米子支店
- 島根銀行米子支店
- 米子信用金庫（日语：米子信用金庫）本店營業部

## 相鄰車站
西日本旅客鐵道
 山陰本線、 伯備線（伯備線至伯耆大山站為止山陰本線）
- 特急「八雲」「超級松風」「超級隱岐」、寝台特急「日出出雲」停車站

■快速「水快車」
米子－安來
■快速「鳥取快車」（此站至出雲市站為止各站停車）
伯耆大山－米子－安來
■普通
東山公園－米子－安來
 境線（所有定期列車各站停車）
米子（鼠男站）－博勞町（克魯波克魯站）

## 外部連結
- （日語） 米子站情報 （页面存档备份，存于） - JR西日本